# Старокалмашевский сельсовет
Старокалмашевский сельсовет — муниципальное образование в Чекмагушевском районе Башкортостана.
Согласно «Закону о границах, статусе и административных центрах муниципальных образований в Республике Башкортостан» имеет статус сельского поселения.

## Состав
с. Старокалмашево,
д. Булгар,
д. Кавказ,
с. Новая Муртаза.

## Население
| 2002  | 2009  | 2010  | 2012  | 2013  | 2014  | 2015  |
| ----- | ----- | ----- | ----- | ----- | ----- | ----- |
| 2177  | ↘2106 | ↘2068 | ↘1999 | ↘1983 | ↘1939 | ↘1913 |
| 2016  | 2017  | 2018  |       |       |       |       |
| ↘1883 | ↘1851 | ↘1837 |       |       |       |       |